# Liste bekannter Schauspieler am Meininger Theater
In dieser Liste sind in einer Auswahl bekannte Schauspieler, Sänger und Tänzer in chronologischer Reihenfolge aufgeführt, die am Staatstheater Meiningen (bis 1920 Hoftheater Meiningen, ab 1921 Landestheater Meiningen, ab 1952 Das Meininger Theater, ab 1990 Südthüringisches Staatstheater Meiningen, 2017–2021 Meininger Staatstheater) in Meiningen, engagiert waren oder sind beziehungsweise in Gastrollen auftraten.
Bis 1874
- Emil Hahn (genaue Zeit unbekannt, auch Ehrenmitglied)
- Friedrich Heinrich Limbach (1831)
- Minona Frieb-Blumauer (1835–1838)
- Marie Mittermayr-Viala (1844–1862)
- Adolph Benda (1846 und 1863–1864)
- Marie Seebach (ab 1862)
- Ellen Franz (1867–1873)
- Max Grube (1872–1876)
- Emil Drach (1882–1883)

Während der Gastspielreisen von 1874 bis 1890
- Marie Berg (1874–1890)
- Max Grube (1872–1876)
- Ludwig Barnay (1874–1876, 1881, 1885)
- Hedwig Pringsheim (1875–1876)
- Carl Busse (1875–1884)
- Josef Kainz (1877–1880)
- Adele Sandrock (1879–1880)
- Wilhelm Dettmer (1879–1881)
- Bjørn Bjørnson (1880–1882)
- Anita Augspurg (1881–1882)
- Carola Bartoschek (1881–1884)
- Rudolf Fuchs (1882–1885)
- Viktor Kutschera (1884–1889)
- Hermann Leffler (1884–1889)
- Auguste Prasch-Grevenberg (1888–1890)
- Maximilian Beck (1886–1900)
- Hilmar Knorr (um 1887/88)

Von 1890 bis 1918
- Wilhelm Mauren (1890–1897)
- Albert Bassermann (1890–1894)
- Gertrud Eysoldt (1890–1891, 1900 und 1902 in Gastrollen)
- Erich Ziegel (1894)
- Bruno Decarli (1895–1896)
- Rudolf Fuchs (1898–1918)
- Max Bing (1903)
- Agnes Sorma (1905)
- Fritz Delius (1909–1911)
- Rudolf Frank (1909–1914)
- Helene Thimig (1908–1911)
- Hermann Thimig (1910–1914)
- Senta Söneland (1911–1912)
- Dagny Servaes (1912–1913)

Von 1919 bis 1945
- Rudolf Fuchs (1919–1926)
- Maria Fein (ab 1920 in Gastrollen)
- Albert Bassermann (ab 1920 in Gastrollen)
- Marieluise Claudius (1920er Jahre in Kinderrollen)
- Paul Albert Glaeser-Wilken (in den 1920er Jahren in Gastrollen)
- Veit Harlan (1922–1924)
- Ruth Hellberg (1923)
- Gertrud Eysoldt (1923 in Gastrollen)
- Fritz Genschow (1924–1925)
- Elisabeth Grümmer (1929–1934)
- Willy A. Kleinau (ab 1932)
- Herbert Körbs (1932–1940)
- Heino Thiele (ab 1933)
- Hedwig Pistorius  (1934–1935)
- Peter Paul (1937–1940)

Von 1945 bis 1990
- Heino Thiele (ab 1945)
- Johanna König (1945–1946)
- Fritz Diez (1946–1954)
- Georg Leopold (ab 1947)
- Peter Borgelt (1952–1954)
- Hans Hardt-Hardtloff (1952–1957)
- Eberhard Esche (1955–1959)
- Felicitas Ritsch ( –1959)
- Winfried Wagner (1957–1959)
- Günther Hofmann (1955–1993)
- Wolfgang Greese (1959)
- Lutz Riemann (1960er Jahre, später in Gastrollen)
- Klaus-Peter Thiele (1975)
- Joachim Kaps (1976–1979)
- Christel Peters (1970–1979)
- Gerald Faika (1977–1989)

Ab 1990
- Stefan Schael (1992–2003)
- Christine Zart (1995–2000, seit 2000 bis heute immer wieder in Gastrollen)
- Frank van Aken (1996)
- Katja Ebstein (1996 Gastrolle)
- Stefan Mocker (1998–1999)
- Valentina Farcas (1999–2002)
- Elīna Garanča (1999–2000)
- Christian Erdmann (1999–2001)
- Matthias Brenner (2000er Jahre in Gastrollen)
- Gunther Emmerlich (2001–2002 Gastrolle)
- Esther Hilsberg (2003–2004 und 2011–2012)
- Andreas Bittl (2004–2005)
- Luzie Buck (2006)
- Dagmar Geppert  (2006–2007)
- Roman Weltzien (2006–2010)
- Benjamin Paul Krüger (2006–2012)
- Ingrid van Bergen (2007 Gastrolle)
- Vera Schoenenberg (2008–2009 Gastrollen)
- Pascal Thomas (2008–2009)
- Vera Schoenenberg (2008–2009)
- Sabine Urban (2010 Gastrolle)
- Judith Lefeber  (2012 Gastrolle)
- Maximilian Nowka (2012 Gastrolle)
- Christina Khosrowi  (2012–2013 Gastrolle)
- Anne Rieckhof (2012–2014)
- Katrin Flüs (2015–2016 Gastrolle)
- Mira Elisa Goeres (seit 2017)
- Heinz Rennhack (seit 2018 Gastrolle)
- Emil Schwarz (2020–2023)